# Majeed Ashimeru
Majeed Ashimeru (* 10. října 1997) je ghanský profesionální fotbalista, který hraje na pozici záložníka za belgický klub RSC Anderlecht a ghanský národní tým.

## Klubová kariéra
Ashimeru začal svou fotbalovou kariéru v malém klubu, kterým je WAFA SC. Svůj debut v Capital Plus Premier League si odbyl 20. března 2016 v zápase proti Liberty Professionals FC. Díky tomu dostal šanci odletět do Rakouska, kde se připojil k týmu Red Bull Salzburg, kde podepsal svou první profesionální smlouvu. Svůj první zápas v evropských pohárech považuje za jeden ze svých nejlepších. Představil se jako náhradník ve druhém poločase při zápase s Liverpoolem 2. října 2019 na Anfieldu.

## Reprezentační kariéra
Ashimeru debutoval v národním týmu Ghany 25. května 2017 v přátelském utkání proti Beninu.

## Statistiky

### Klubové
Platí k zápasu hranému 31. srpna 2022.
| Klub              | Sezóna            | Liga                | Liga   | Liga | Národní pohár | Národní pohár | Kontinentální | Kontinentální | Ostatní | Ostatní | Celkově | Celkově |
| Klub              | Sezóna            | Soutěž              | Zápasy | Góly | Zápasy        | Góly          | Zápasy        | Góly          | Zápasy  | Góly    | Zápasy  | Góly    |
| ----------------- | ----------------- | ------------------- | ------ | ---- | ------------- | ------------- | ------------- | ------------- | ------- | ------- | ------- | ------- |
| WAFA SC           | 2016              | Premier League      | 5      | 0    | —             | —             | —             | —             | —       | —       | 5       | 0       |
| Austria Lustenau  | 2017/18           | Erste Liga          | 11     | 1    | 1             | 0             | —             | —             | —       | —       | 12      | 1       |
| Wolfsberger AC    | 2017/18           | Rakouská Bundesliga | 15     | 2    | 0             | 0             | —             | —             | —       | —       | 15      | 2       |
| St. Gallen        | 2018/19           | Swiss Super League  | 34     | 4    | 3             | 1             | 2             | 0             | —       | —       | 39      | 5       |
| Red Bull Salzburg | 2019/20           | Rakouská Bundesliga | 20     | 2    | 5             | 1             | 4             | 0             | —       | —       | 29      | 3       |
| Red Bull Salzburg | 2020/21           | Rakouská Bundesliga | 9      | 0    | 2             | 0             | 2             | 0             | —       | —       | 13      | 0       |
| Red Bull Salzburg | Celkově           | Celkově             | 29     | 2    | 7             | 1             | 6             | 0             | —       | —       | 42      | 3       |
| Anderlecht        | 2020/21           | Jupiler Pro League  | 5      | 1    | 1             | 1             | —             | —             | 6       | 0       | 12      | 2       |
| Anderlecht        | 2021/22           | Jupiler Pro League  | 31     | 3    | 6             | 0             | 2             | 0             | —       | —       | 39      | 3       |
| Anderlecht        | Celkově           | Celkově             | 36     | 4    | 7             | 1             | 2             | 0             | 6       | 0       | 51      | 5       |
| Celkově v kariéře | Celkově v kariéře | Celkově v kariéře   | 130    | 13   | 18            | 3             | 10            | 0             | 6       | 0       | 164     | 16      |

## Úspěchy
Red Bull Salzburg
- Rakouská Bundesliga: 2019/20
- ÖFB-Cup: 2019/20